# Swan Lee
Swan Lee war eine Band aus Dänemark, die von 2001 bis 2005 aktiv war.

## Geschichte
Swan Lee fußt auf einer Bandgründung von Pernille Rosendahl (Gesang), ihrem damaligen Freund Tim Christensen (Keyboard), Jonas Struck (Gitarre) und Emil Jørgensen (Schlagzeug) im Jahre 1996. Christensen verließ die Gruppe 1999, die als Trio fortbestand. Nach der Hinzunahme des Bassisten Frederik Damsgaard im Jahr 2001 nannte man sich Swan Lee. Der Ursprung des Namens liegt in einem Lied von Syd Barrett, dem ersten Stück auf Seite 2 der Opel-Kompilation.
Nach einer Reihe von Ablehnungen seitens kontaktierter Plattenfirmen entschloss sich die Band ein eigenes Label namens Gogo Records zu gründen. 2001 debütierte sie mit dem Album Enter, das sich innerhalb von drei Jahren rund 30.000 Mal verkaufte. 2004, in Deutschland erst im Mai 2005, folgte der selbstbetitelte Nachfolger, der auf Anhieb auf Platz eins in die Charts einstieg und sich insgesamt 46 Wochen lang in den dänischen Top-40 hielt. Die Verkäufe lagen dementsprechend in kürzerer Zeit doppelt so hoch.
Mit dem Lied Tomorrow Never Dies, an dem Christensen mitkomponiert hatte, nahm die Band an einem Wettbewerb teil, bei dem der Titelsong für den James-Bond-Film Der Morgen stirbt nie bestimmt wurde. Als Gewinner der Ausschreibung ging Sheryl Crow hervor. Statt zu Film-Ehren zu kommen, bekam das Lied von Swan Lee einen Platz in den Credits zum Videospiel Hitman: Blood Money.
Die Band löste sich im September 2005 auf. Pernille Rosendahl gründete daraufhin 2006 mit ihrem neuen Lebensgefährten, dem Bassisten Johan Wolgert von der Gruppe Mew, die Band The Storm. Tim Christensen hatte sich zwischenzeitlich auf eine Solokarriere verlegt, bei der ihm Emil Jørgensen hilfreich zur Seite stand.

## Stil
Für Andy Thompson von planetmellotron.com handelt es sich bei Swan Lee um 1960er-Jahre-beeinflussten Pop. In ihrer Konzertkritik schreibt Katrin Jungmann auf campuscharts.de von wahrgenommenen Folk-, Country- und Pop-Merkmalen. Christian Biadacz nennt unter der Webadresse bloom.de den Stil „fast schon perfekte Radiomusik“, die ganz ohne Effekte auskomme. Arte.tv fasst Swan Lees Stil als „Party-Rock“ zusammen. Die Band selbst erklärte, sie spiele „dezente Musik“.

## Diskografie
- 2001: Enter (Gogo Records)
- 2004: Swan Lee (Gogo Records)
- 2007: The Complete Collection 1997–2005 (Kompilation, Gogo Records)
- 2023: The Garden

## Filme
- 2004: Swan Lee live at Vega and Roskilde (Konzert)
- 2005: Stjernekigger (Dokumentation)